# Birgitta Haukdal
Birgitta Haukdal (née le 28 juillet 1979) est une chanteuse islandaise.

## Biographie
Birgitta Haukdal est membre du groupe Írafár depuis novembre 1999 ; elle a largement contribué à la réussite du groupe depuis.
En 2002, elle est élue artiste la plus sexy et meilleure chanteuse par les auditeurs de la radio FM957, et gagne le Music Award islandais de la chanteuse de l'année.
En 2003, elle représente l'Islande au Concours Eurovision de la chanson et se classe 8e avec la chanson Segðu mér allt, qu'elle chante en anglais pour la compétition (Open your Heart, qui signifie « Ouvre ton cœur »).
En 2006, elle tente de représenter encore une fois son pays au Concours Eurovision de la Chanson avec Mynd af þér, qui signifie « Une image de toi ».
En 2013, elle tente encore de représenter son pays avec la chanson Meðal Andanna, qui signifie « Parmi les esprits ».